# خطة الحرب الرمادية

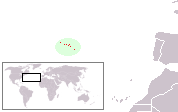
موقع جزر الأزور البرتغالية

خطة الحرب الرمادية كانت خطة للولايات المتحدة لغزو جزر الأزور في عامي 1940 و1941 نظرًا لاحتمال استيلاء ألمانيا على الجزر. يعتبر اللون الرمادي واحدًا من العديد من خطط الحرب المشفرة بالألوان والتي تم إنشاؤها في أوائل القرن العشرين.  في 22 مايو 1941، أصدر الرئيس فرانكلين روزفلت توجيهاته للجيش والبحرية الأمريكية لإعداد خطة رسمية لاحتلال جزر الأزور البرتغالية. في 29 مايو، وافقت اللجنة المشتركة على خطة الحرب، والتي دعت إلى إنشاء قوة إنزال تتألف من 28 ألف جندي، نصفهم من مشاة البحرية والنصف الآخر من الجيش.
وبينما كانت هناك اقتراحات للتحضير لهذا الغزو، أدى تحول التركيز إلى توقف خطة الحرب الرمادية ولم يتم غزو جزر الأزور أبدًا. وقد تم إرجاع ذلك بشكل رئيسي إلى مصادر استخباراتية قدمت أدلة تشير إلى أنه من غير المرجح إلى حد كبير أن تغزو ألمانيا النازية إسبانيا الفرانكوية المؤيدة للفاشية وإستادو نوفو البرتغالية المحايدة. مع غزو ألمانيا للاتحاد السوفييتي في عملية بارباروسا، خفف هذا من المخاوف الأمريكية بشأن جزر الأزور، مما أدى إلى تعليق خطة الحرب الرمادية والسماح للولايات المتحدة بتركيز وقتها وقواتها في مكان آخر.

## ملخص

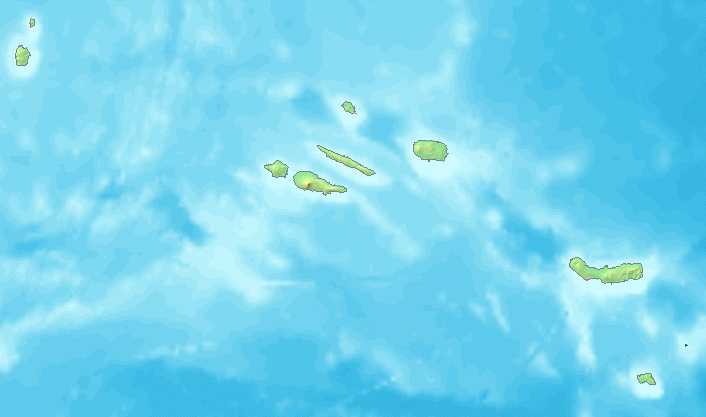
جزر الأزور البرتغالية

تقع جزر الأزور البرتغالية بين ممرات الشحن الحيوية بين الولايات المتحدة والبحر الأبيض المتوسط وأوروبا وأمريكا الجنوبية. على الرغم من أن جزر الأزور لم تكن ذات قيمة كبيرة لدفاع نصف الكرة الغربي، إلا أن هذا تم مواجهته بقيمتها الهائلة بالنسبة لألمانيا.  إذا قامت ألمانيا ببناء قواعد جوية وبحرية في هذه الجزر، فقد تتمكن من فرض المزيد من التضييق على الشحن البريطاني.
وقد دفع هذا ضباط التخطيط في الجيش والبحرية الأمريكية في أكتوبر/تشرين الأول 1940 إلى صياغة خطة لغزو مفاجئ لجزر الأزور. في ذلك الوقت، لم تكن الخطة قابلة للتنفيذ بسبب نقص القوى العاملة والموارد، وكانت غير متوافقة مع سياسة الولايات المتحدة في البقاء خارج الحرب. في مايو 1941، أشارت معلومات استخباراتية إلى احتمال استيلاء ألمانيا على جزر الأزور. وقد دفع هذا الرئيس روزفلت إلى تكليف الجيش والبحرية بصياغة خطة رسمية جديدة. وقد وافقت اللجنة المشتركة على الخطة في 29 مايو/أيار. وقد دعت الخطة إلى تشكيل قوة قتالية قوامها 28 ألف جندي، نصفهم من مشاة البحرية والنصف الآخر من الجيش. ستكون قوة الإنزال تحت قيادة اللواء هولاند سميث، من مشاة البحرية الأمريكية، تحت قيادة الأميرال البحري إرنست كينج، قائد الحملة الاستكشافية. 
قبل ستة أيام من توجيه جزر الأزور، تحول اهتمام الولايات المتحدة نحو البرازيل، خوفًا من تدخل قوى المحور في أمريكا الجنوبية ونصف الكرة الغربي. وقد أدى هذا إلى تغيير في مدى إلحاح عملية جزر الأزور. وفي شهر يونيو/حزيران، قدمت مصادر استخباراتية أدلة موثوقة على أن ألمانيا كانت تخطط ليس لغزو إسبانيا والبرتغال ولكن الاتحاد السوفييتي. أدى هذا إلى إنهاء مخاوف جزر الأزور وتم تعليق خطة الحرب. 